# Усадьба Скорняково-Архангельское
Усадьба Скорняково-Архангельское — старинная усадьба XIX века, расположенная в селе Скорняково, Задонском районе Липецкой области
Дворянское гнездо, владельцами которого в разные годы были генерал Муравьёв-Карский, граф Чернышёв, дворянин Чертков. С 2007 года на территории усадьбы проводятся масштабные реставрационные работы.

## География
Усадьба относится к сельскому поселению Скорняковский сельсовет, расположенному в центре русской равнины на среднерусской возвышенности, в 40 км к северу от города Задонск. Климат умеренно континентальный. Южнее с востока на запад проходит автомагистраль Р-119 и железная дорога Липецк- Елец.
Ближайшие села: Донское 1-е, Бутырки, Кашары. Через село Скорняково, проходит автотрасса областного значения Липецк-Лебедянь, есть выход на федеральную трассу М-4 «Москва-Дон».

## История усадьбы

### Первые владельцы усадьбы (1680—1837)
Первые упоминания села встречаются под названием «Архангельское» и датируются 1680 годом.
Название «Скорняково» земли получили по фамилии первого владельца — Григория Нефедьевича Скорнякова-Писарева. Во время Стрелецкого бунта 1682 года он поддержал великого князя Петра Алексеевича. Имение стало наградой за верную службу.
В 1749 году именной указ Императрицы Елизаветы Петровны расширяет границы усадьбы. Владельцем этих земель в те годы был её двоюродный брат, Иосиф Ефимовский. В 1755 году владельцем усадьбы становится Граф Иван Григорьевич Чернышёв (он наследовал имение от жены, Елизаветы Ефимовской). Именно Иван Григорьевич построил на территории ткацкую фабрику, хозяйственные помещения, деревянный домовый храм во имя святого мученика Иоанна Воина. Родной брат Ивана Григорьевича, Чернышёв Захар Григорьевич, был одним из первых фаворитов императрицы Екатерины Великой. В конце XIX века их любовная переписка была найдена в колокольне Архангельского храма села Скорняково.

### Усадьба во времена Н. Н. Муравьева-Карского
В 1837 году Скорняково унаследовала Наталия Григорьевна Чернышёва. Право на полное управление имением она передала своему супругу, генералу Муравьеву-Карскому, прославленному герою войны 1812 года и русско-турецких войн. В 1837 году Николай Николаевич был вынужден уйти в отставку, — император Николай I был крайне не доволен его запиской «О причинах побегов и средствах к исправлению российской армии».
С 1839 по 1848 Николай Николаевич живет в усадьбе. Он активно занимается строительством и благоустройством, лично руководит проходившими там работами. В Скорняково Николай Николаевич занимается археологией. В начале 1860-х он начал раскопки древних курганов неподалеку от имения..
В 1886 году его находки были переданы в дар Историческому музею и стали основой его археологической коллекции.
В своём имении в общей сложности он провёл более 20 лет. Умер генерал Муравьев в своем имении 23 октября 1866 года. 27 октября в Архангельском храме села Скорняково был совершен чин отпевания. В завещании генерала содержалась просьба к родственникам похоронить его на территории Задонского Богородицкого монастыря. Последнюю волю генерала исполнили, его захоронение сейчас находится под охраной монастыря.
Жена и четыре дочери генерала приезжали в имение и после его смерти.

### Усадьба после Муравьева
В 1885 году у усадьбы появляется новый хозяин — муж Софьи Николаевны Муравьевой, Григорий Александрович Чертков, основатель первой в России бесплатной публичной библиотеки, известной как «Чертковская библиотека».
Вместе с дочерью и зятем усадьбе проживала и жена генерала, Наталья Григорьевна.
Перед революцией владельцем Скорняково стал Михаил Владимирович Шидловский — генерал, основатель Руссо-Балта и русской авиации.

### Усадьба после революции 1917 года
В 1918 году Скорняково-Архангельское было национализировано. С 1919 года его часть стала совхозом. Главный дом стал административным зданием и, частично — жилым домом. Еще часть усадьбы была передана Хмеленецкому сахарному заводу. Деревянный дом усадьбы использовался как приют. В документах 1920 года он упоминается как детская колония. С 1922 г. всю территорию и постройки усадьбы передали совхозу «Тихий Дон». С середины 1980-х совхоз прекратил своё существование, постепенно стал приходить в запустение.

## Храм Михаила Архангела

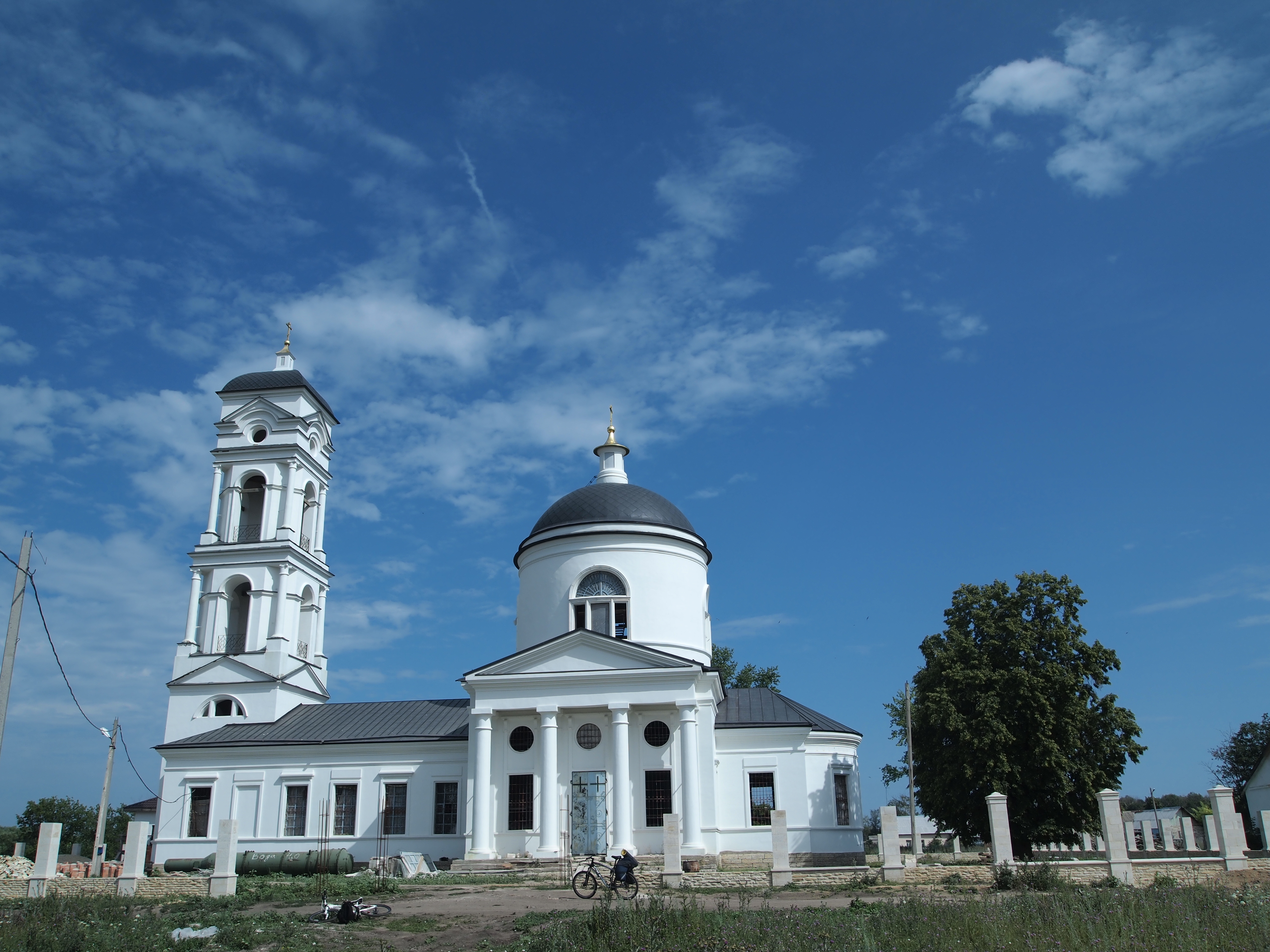
Церковь Михаила Архангела

Церковь Михаила Архангела — самое старое здание усадебного комплекса. Оно было построено в 1812 году, при графе Иване Григорьевиче Чернышёве.
Храм построен в классическом стиле. Предположительно, автором проекта стал архитектор Казаков Матвей Фёдорович.
Согласно преданиям, в 1812 г. часть церковной казны была пожертвована на составление нового ополчения против Наполеона.
А в 1861 году владельца усадьбы — генерала Муравьёва посетил удалившийся на покой епископ Кавказский и Черноморский Игнатий (Брянчанинов). Встречу упоминает сам священнослужитель в своих письмах генералу Муравьёву: «Философское расположение, в котором я видел вас в скромном Скорнякове, сколько располагающем к философии, мне чрезвычайно понравилось».
Последним священником храма Михаила Архангела стал Исмаил (Базилевский), служивший в Скорняково до 1930 года, пока церковь не закрыли. После чего он переехал в Воронеж, где в 1940 году был арестован и в 1941 году приговорён к расстрелу. Реабилитирован в 1998 году. В 2000 году Архиерейским Собором Русской Православной Церкви Исмаил (Базилевский) был причислен к лику святых.

## Новая жизнь усадьбы

### Реставрация храма Михаила Архангела
Новая жизнь усадебного комплекса началась в 2006 году с реставрации старинного храма Михаила Архангела. Для проведения работ была создана реставрационно-строительная компания, в штат которой вошли архитекторы, историки и инженеры из разных регионов страны.
Несколько тонн ядохимикатов, которые хранились в храме уже почти полвека, были вывезены и утилизированы. Удалось восстановить дубовый иконостас, сохранить уникальную роспись стен: фрески переносились на твёрдую поверхность сантиметр за сантиметром, хранились в особых условиях до завершения работ, а затем были возвращены на прежние места.
Торжественное освящение храма состоялось в ноябре 2013 года. Чин проводил митрополит Липецкий и Задонский Никон.